# Motorsågen
För filmen som bygger på boken, se Motorsågen (film)
Motorsågen är den svenske författaren Nils Parlings andra roman, utgiven på Tidens förlag 1950.
Romanen filmatiserades 1983 som Motorsågen i regi av Lars-Göran Pettersson.

## Utgåvor
- Motorsågen.. Stockholm: Tiden. 1950. Libris 671178
- Motorsågen.. Tidens bokklubb, 99-0351103-5 ([Ny utg.]). Stockholm: Tiden. 1953. Libris 1445483
- Motorsågen ([Ny utg.], 1. uppl.). Stockholm: Oktoberförlaget. 1975. Libris 1283566
- Motorsågen: roman ([Ny utg.] /Bert Olls (ill.)). Falun: Rot. 1983. Libris 7757607. ISBN 91-86396-03-X
- Motorsågen. Johanneshov: TPB. 2009. Libris 12598356

### Fotnoter
1. ↑  ”Motorsågen”. Libris.kb.se. http://libris.kb.se/hitlist?d=libris&q=nils+parling+motors%C3%A5gen&f=simp&spell=true&hist=true&p=1. Läst 7 mars 2013.
2. ↑  ”Motorsågen”. Svensk Filmdatabas. http://sfi.se/sv/svensk-filmdatabas/Item/?type=MOVIE&itemid=35983. Läst 7 mars 2013.